# Europawahl in Dänemark 1979
Die Europawahl in Dänemark 1979 fand am 7. bzw. 10. Juni 1979 im Rahmen der EG-weit stattfindenden Europawahl 1979 statt. In Dänemark wurden 16 der 410 Sitze vergeben; dabei war ein Sitz für Grönland reserviert. Die Wahl in Grönland fand am 10. Juni (Sonntag) statt, im Rest Dänemarks wurde wie traditionell bereits am Donnerstag gewählt.

## Listen und Parteien
| N. | Liste | Liste                            | Europapartei | Erstplatzierter in der Liste |
| -- | ----- | -------------------------------- | ------------ | ---------------------------- |
| A  |       | Socialdemokraterne (S)           | SPE          | Kjeld Olesen                 |
| B  |       | Radikale Venstre (RV)            | –            | –                            |
| C  |       | Det Konservative Folkeparti (KF) | –            | Poul Møller                  |
| E  |       | Danmarks Retsforbund             | –            | –                            |
| F  |       | Socialistisk Folkeparti (SF)     | –            | Bodil Boserup                |
| M  |       | Centrum-Demokraterne (CD)        | –            | Erhard Jakobsen              |
| N  |       | Folkebevægelsen mod EU           | –            | Jens-Peter Bonde             |
| Q  |       | Kristeligt Folkeparti (KrF)      | –            | –                            |
| V  |       | Venstre (V)                      | –            | Tove Nielsen                 |
| Y  |       | Venstresocialisterne (VS)        | –            | –                            |
| Z  |       | Fremskridtspartiet (Frp)         | –            | Kai Nyborg                   |

## Ergebnis

### Ergebnis in Dänemark
| Listen                  | Listen                      | Stimmen   | %    | Mandate |
| ----------------------- | --------------------------- | --------- | ---- | ------- |
|                         | Socialdemokraterne          | 382.487   | 21,9 | 3       |
|                         | Folkebevægelsen mod EU      | 365.760   | 21,0 | 4       |
|                         | Venstre                     | 252.767   | 14,5 | 3       |
|                         | Det Konservative Folkeparti | 245.309   | 14,1 | 2       |
|                         | Centrum-Demokraterne        | 107.790   | 6,2  | 1       |
|                         | Fremskridtspartiet          | 100.702   | 5,8  | 1       |
|                         | Socialistisk Folkeparti     | 81.991    | 4,7  | 1       |
|                         | Danmarks Retsforbund        | 60.964    | 3,5  | –       |
|                         | Venstresocialisterne        | 59.379    | 3,4  | –       |
|                         | Radikale Venstre            | 56.944    | 3,3  | –       |
|                         | Kristeligt Folkeparti       | 30.985    | 1,8  | –       |
| Gesamt                  | Gesamt                      | 1.745.078 | 100  | 15      |
|                         |                             |           |      |         |
| Ungültige Stimmen       | Ungültige Stimmen           | 36.426    | 2,0  |         |
| Wähler                  | Wähler                      | 1.781.504 | 47,8 |         |
| Wahlberechtigte         | Wahlberechtigte             | 3.725.235 |      |         |
|                         |                             |           |      |         |
| Quelle: Folketingsårbog |                             |           |      |         |

### Ergebnis in Grönland
| Listen | Listen  | Stimmen | %    | Mandate |
| ------ | ------- | ------- | ---- | ------- |
|        | Siumut  | 5.118   | 55,3 | 1       |
|        | Atassut | 4.142   | 44,7 | –       |
| Gesamt | Gesamt  | 9.260   | 100  | 1       |

## Fraktionen im Europäischen Parlament
| Partei                         | Partei                      | Mandate | Fraktion |
| ------------------------------ | --------------------------- | ------- | -------- |
|                                | Socialdemokraterne          | 3 / 16  | SOZ      |
|                                | Folkebevægelsen mod EU      | 4 / 16  | CDI      |
|                                | Venstre                     | 3 / 16  | LD       |
|                                | Det Konservative Folkeparti | 2 / 16  | ED       |
|                                | Centrum-Demokraterne        | 1 / 16  | ED       |
|                                | Fremskridtspartiet          | 1 / 16  | DEP      |
|                                | Socialistisk Folkeparti     | 1 / 16  | KOM      |
|                                | Siumut                      | 1 / 16  | SOZ      |
|                                |                             |         |          |
| Quelle: Europäisches Parlament |                             |         |          |

- Erhard Jakobsen (Centrum-Demokraterne): Fraktion ED[1] statt Fraktion NI.